# Молдован, Олег Анатольевич
Оле́г Анато́льевич Молдова́н (рум. Oleg Moldovan) (род. 27 октября 1966, Кишинёв) — советский и молдавский стрелок, специалист в стрельбе по движущейся мишени из пневматической винтовки на 10 метров и малокалиберной винтовки на 50 метров (Бегущий кабан). Серебряный призёр Олимпийских игр. 2000 года (Сидней, Австралия).

## Карьера
Олег Молдован родился в Кишинёве и спортивную карьеру начал в местном клубе «Динамо». В 1981 году он завоевал серебро на всесоюзной Спартакиаде в стрельбе движущейся мишени.
В 1986 году Молдован в составе молодёжной сборной СССР завоевал две бронзовые медали чемпионатов Европы в стрельбе по движущейся мишени с 10 и 50 метров.
Впервые на Олимпийских играх дебютировал в 1988 году. Там Молдован выступил в стрельбе с 50 метров по движущейся мишени и занял 12 место, набрав 583 очка из 600 возможных.
На Олимпиаде в Атланте Молдован уже защищал цвета независимой Молдавии и занял в стрельбе с 10 метров 9 место. Наиболее удачной Олимпиадой для молдавского стрелка стали Игры 2000 года в Сиднее. В квалификационном раунде он всего лишь балл уступил действующему олимпийскому чемпиону Ян Лину. В финальном раунде молдавский спортсмен был точнее, но смог отыграть только 0,9 балла и с минимальным отставанием в 0,1 балла стал серебряным призёром Олимпиады.
На играх в Афинах Олег Молдован выступил неудачно и занял только лишь 14-е место с результатом 569 очков.